# Michałowo (Goworowo)
Pour les articles homonymes, voir Michałowo.
Michałowo (prononciation : [mixaˈwɔvɔ]) est un village polonais de la gmina de Goworowo dans le powiat d'Ostrołęka de la voïvodie de Mazovie dans le centre-est de la Pologne.
Le village compte approximativement une population de 28 habitants en 2013.

## Histoire
De 1975 à 1998, le village appartenait administrativement à la voïvodie d'Ostrołęka.